# Liste d'émissions de télévision littéraires en Italie
Les premières émissions télévisées dédiées à la littérature en Italie sont fortement associées à la personnalité de l'écrivain et critique littéraire italien Luigi Silori. Animateur de plusieurs émissions littéraires à la télévision italienne, il est le créateur et le présentateur de ce qui peut être considéré comme la première émission italienne de ce genre, Decimo Migliaio (Dix mille), diffusée de 1954 à 1957 sur Programma Nazionale, ancêtre de la Rai 1.

## Chronologie des émissions

### Anciennes émissions
- 1954-1957 : Decimo Migliaio (Dix mille), présentée par Luigi Silori sur Programma Nazionale, ancêtre de la Rai 1
- 1958-1961 : Uomini e Libri (Des livres et des hommes), présentée par Luigi Silori sur Programma Nazionale
- 1962-1963 : Libri per tutti (Des livres pour tous), présentée par Luigi Silori sur Programma Nazionale
- 1963-1972 : L'Approdo, émission culturelle et littéraire présentée par Edmonda Aldini, Giancarlo Sbragia et Luigi Silori sur Programma Nazionale, puis sur Secondo Programma pour le dernier numéro.
- 1966-1967 : Segnalibro (Marque-page), présentée par Luigi Silori sur Programma Nazionale
- 1968-1987 : Tuttilibri, présentée par Giulio Nascimbeni, Guglielmo Zucconi, Raffaele Crovi, Davide Lajolo et Aldo Grasso sur Rai 1
- 1997-2010 : Due minuti un libro (Deux minutes, un livre), présentée par Alain Elkann sur Telemontecarlo puis LA7

### Émissions actuelles
- depuis X : Incontri, présentée par Luciano Minerva sur Rainews24
- depuis 2005 : CultBook, présentée par Stas' Gawronski sur Rai 3 et Rai Educational[1]
- depuis X : L'Appuntamento, présentée par Monica Avanzini et Gigi Marzullo sur Rai 1[1]
- depuis 2007 : Scrittori per un anno, présentée par l'écrivain lui-même, diffusée sur Rai Educational et Rai 1
- depuis 2007 : Ti racconto un libro (Raconte moi un livre), présentée par Annamaria Fontanella sur Iris (it)
- depuis 2010 : Bookstore, présentée par Alain Elkann sur LA7
- depuis 2011 : La Banda del book, présentée par Costanza Melani sur Rai 5
- depuis 2013 : Pane quotidiano, présenté par Concita De Gregorio sur Rai 3